# Dhiki

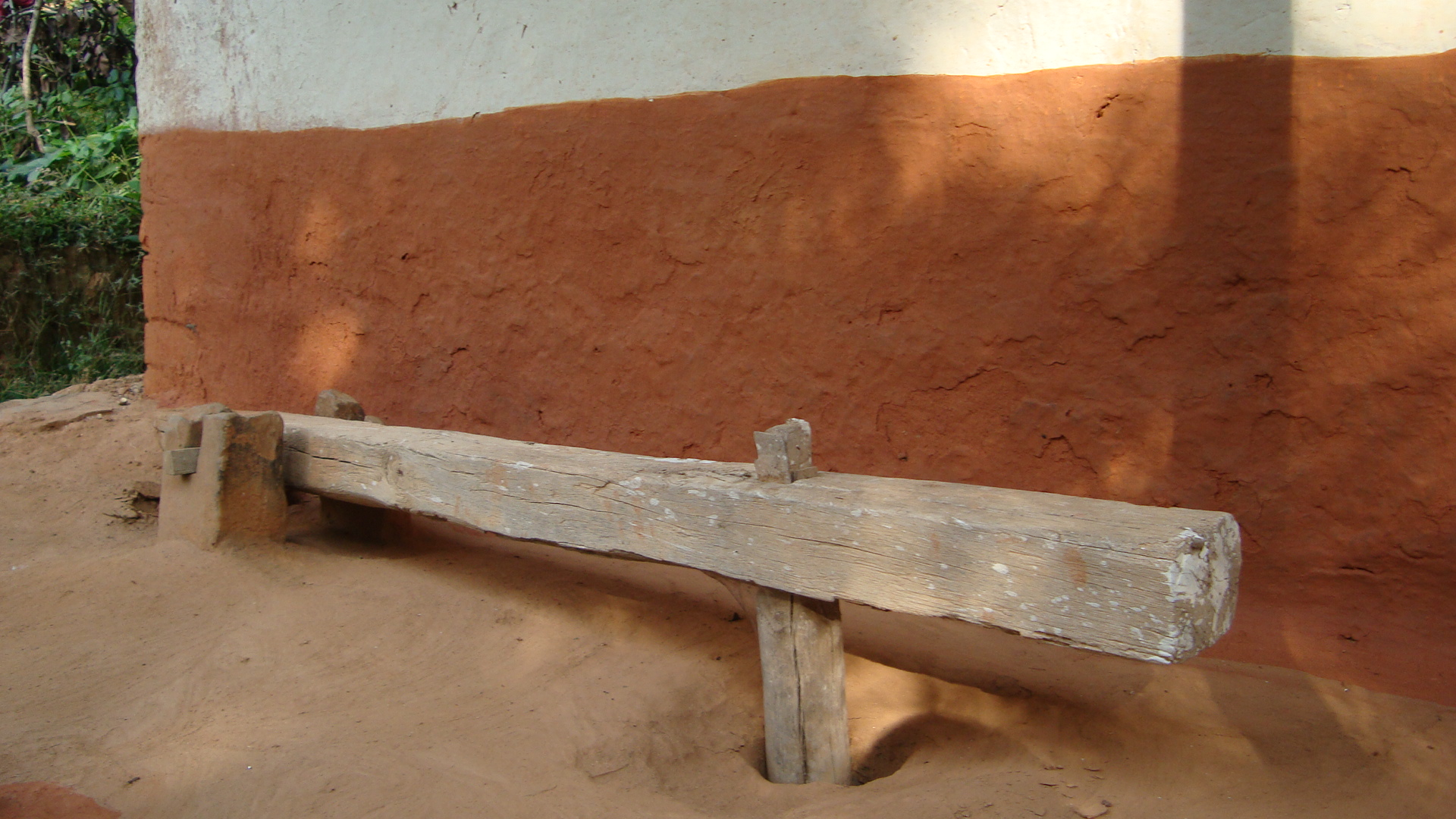
Un dhiki tradicional en Nepal.

Un dhiki o dhikki (nepalés : ढिकी) es un sistema mecanismo para molienda de arroz (mijo etc.) tradicional de Nepal utilizado en las villas. El dispositivo de molienda manual de madera 'dhiki' funciona de manera similar a un pisón accionado por una palanca.
La estructura consiste de un pivote que posee dos pilares uno a cada lado, con una larga y gruesa viga horizontal de madera apoyada en el pivote. En un extremo de la viga se encuentra la zona de accionamiento (donde una persona carga con su cuerpo a intervalos para forzar a que el otro extremo de la viga oscile en sentido vertical), en el otro extremo la viga de madera posee una pequeña extensión vertical que penetra en un agujero en el suelo. En dicho agujero se colocan los granos o pimientos secos para transformarlos en polvo. Otra persona por lo general se sienta al lado de esta zona para asegurarse que los granos permanecen en el agujero trabajando de forma coordinada con el esfuerzo que se aplica en el otro extremo del dispositivo. Es preciso operar con precaución, ya que un mal movimiento de la persona que manipula los granos puede resultar en que se lastimen sus manos si son alcanzadas por el pisón que muele el grano.